# (34695) 2001 NY21
2001 NY21 (asteroide 34695) é um asteroide da cintura principal. Possui uma excentricidade de 0.17440950 e uma inclinação de 2.97555º.
Este asteroide foi descoberto no dia 14 de julho de 2001 por NEAT em Palomar.